# Saint-Alban (Haute-Garonne)
Pour les articles homonymes, voir Saint-Alban.
Saint-Alban est une commune française située dans le nord du département de la Haute-Garonne, en région Occitanie.
Sur le plan historique et culturel, la commune est dans le Pays toulousain, qui s’étend autour de Toulouse le long de la vallée de la Garonne, bordé à l’ouest par les coteaux du Savès, à l’est par ceux du Lauragais et au sud par ceux de la vallée de l’ Ariège et du Volvestre. Exposée à un climat océanique altéré, elle est drainée par l'Hers-Mort et par divers autres petits cours d'eau.
Saint-Alban est une commune urbaine qui compte 6 447 habitants en 2022, après avoir connu une forte hausse de la population depuis 1962. Elle est dans l'agglomération toulousaine et fait partie de l'aire d'attraction de Toulouse. Ses habitants sont appelés les Saint-Albanais ou  Saint-Albanaises.

## Géographie

### Localisation
La commune de Saint-Alban se trouve dans le département de la Haute-Garonne, en région Occitanie.
Elle se situe à 10 km à vol d'oiseau de Toulouse, préfecture du département, et à 1 km de Castelginest, bureau centralisateur du canton de Castelginest dont dépend la commune depuis 2015 pour les élections départementales.
La commune fait en outre partie du bassin de vie de Toulouse.
Les communes les plus proches sont : 
Castelginest (1,5 km), Fenouillet (2,2 km), Fonbeauzard (2,2 km), Aucamville (2,9 km), Lespinasse (3,0 km), Gagnac-sur-Garonne (3,2 km), Gratentour (3,5 km), Bruguières (3,6 km).
Sur le plan historique et culturel, Saint-Alban fait partie du pays toulousain, une ceinture de plaines fertiles entrecoupées de bosquets d'arbres, aux molles collines semées de fermes en briques roses, inéluctablement grignotée par l'urbanisme des banlieues.
Saint-Alban est limitrophe de six autres communes.
Les communes limitrophes sont  Aucamville, Bruguières, Castelginest, Fenouillet, Fonbeauzard et Lespinasse.
| Lespinasse | Bruguières  |              |
| Fenouillet | Saint-Alban | Castelginest |
|            | Aucamville  | Fonbeauzard  |

### Géologie et relief
La commune de Saint-Alban est établie sur la première terrasse de la Garonne en rive droite, dans la plaine toulousaine de la Garonne.
La superficie de la commune est de 426 hectares ; son altitude varie de 121  à   133 mètres.

### Hydrographie

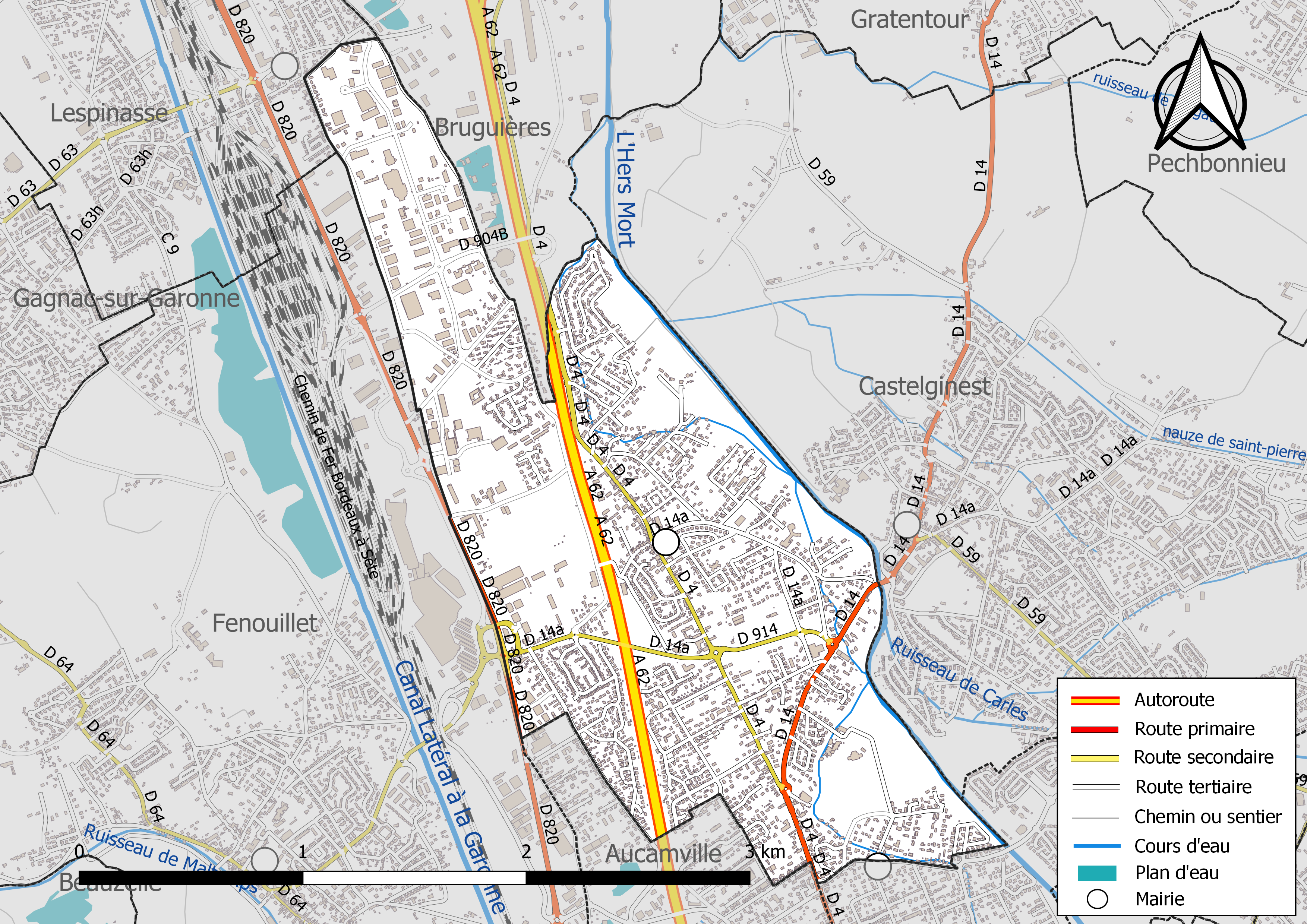
Réseaux hydrographique et routier de Saint-Alban.

La commune est dans le bassin de la Garonne, au sein du bassin hydrographique Adour-Garonne. Elle est drainée par l'Hers-Mort, nauze de saint-pierre et par deux petits cours d'eau, constituant un réseau hydrographique de 6 km de longueur totale,.
L'Hers-Mort, d'une longueur totale de 89,3 km, prend sa source dans la commune de Laurac (11) et s'écoule du sud-est vers le nord-ouest. Il traverse la commune et se jette dans la Garonne à Grenade, après avoir traversé 40 communes.

### Climat
Pour des articles plus généraux, voir Climat de l'Occitanie et Climat de la Haute-Garonne.
En 2010, le climat de la commune est de type climat du Bassin du Sud-Ouest, selon une étude s'appuyant sur une série de données couvrant la période 1971-2000. En 2020, Météo-France publie une typologie des climats de la France métropolitaine dans laquelle la commune est exposée à un climat océanique altéré et est dans la région climatique Aquitaine, Gascogne, caractérisée par une pluviométrie abondante au printemps, modérée en automne, un faible ensoleillement au printemps, un été chaud (19,5 °C), des vents faibles, des brouillards fréquents en automne et en hiver et des orages fréquents en été (15 à 20 jours).
Pour la période 1971-2000, la température annuelle moyenne est de 13,5 °C, avec une amplitude thermique annuelle de 15,8 °C. Le cumul annuel moyen de précipitations est de 709 mm, avec 9,5 jours de précipitations en janvier et 5,5 jours en juillet. Pour la période 1991-2020, la température moyenne annuelle observée sur la station météorologique la plus proche, située sur la commune de Blagnac à 6 km à vol d'oiseau, est de 14,2 °C et le cumul annuel moyen de précipitations est de 627,0 mm,. Pour l'avenir, les paramètres climatiques de la commune estimés pour 2050 selon différents scénarios d'émission de gaz à effet de serre sont consultables sur un site dédié publié par Météo-France en novembre 2022.

### Milieux naturels et biodiversité
Aucun espace naturel présentant un intérêt patrimonial n'est recensé sur la commune dans l'inventaire national du patrimoine naturel,,.

## Urbanisme

### Typologie
Au 1er janvier 2024, Saint-Alban est catégorisée grand centre urbain, selon la nouvelle grille communale de densité à sept niveaux définie par l'Insee en 2022.
Elle appartient à l'unité urbaine de Toulouse, une agglomération inter-départementale regroupant 81  communes, dont elle est une commune de la banlieue,,. Par ailleurs la commune fait partie de l'aire d'attraction de Toulouse, dont elle est une commune du pôle principal,. Cette aire, qui regroupe 527 communes, est catégorisée dans les aires de 700 000 habitants ou plus (hors Paris),.

### Voies de communication et transports

#### Voies de communication
La commune est traversée en son milieu par l'autoroute A62.

#### Transports
- La ligne L10 du réseau Tisséo relie le centre de la commune au centre commercial de Fenouillet d'un côté, à Aucamville et à la station de métro La Vache de l'autre.
- La ligne 59 relie la zone commerciale à l'ouest de la ville à Saint Jory depuis la station La Vache du métro de Toulouse.
- La ligne 60 relie le centre commercial de la commune à la station Trois Cocus en passant par Castelginest et Launaguet.
- La ligne 69 relie le centre de la commune à la station La Vache en passant par Bruguières, Gratentour et Castelginest.
- La ligne 113 traverse Saint-Alban d'est en ouest en la reliant à Fenouillet et à Pechbonnieu
- La ligne 130 relie l'ouest de la commune au centre commercial de Fenouillet d'un côté, à la ZI du Terroir, Lespinasse, Seilh et Beauzelle de l'autre.
- La ligne 131 relie l'ouest de la commune aux ZI du Terroir, ZI du Petit Paradis et ZI Euronord.
- La ligne Al'1 relie le centre de la commune à la maison du Maire de Saint Alban.
- La ligne 351 du réseau Arc-en-Ciel relie le centre de la commune à la gare routière de Toulouse depuis Villemur-sur-Tarn.

### Risques majeurs
Le territoire de la commune de Saint-Alban est vulnérable à différents aléas naturels : météorologiques (tempête, orage, neige, grand froid, canicule ou sécheresse), inondations et séisme (sismicité très faible). Il est également exposé à deux risques technologiques,  et  le risque industriel et la rupture d'un barrage. Un site publié par le BRGM permet d'évaluer simplement et rapidement les risques d'un bien localisé soit par son adresse soit par le numéro de sa parcelle.

#### Risques naturels
Certaines parties du territoire communal sont susceptibles d’être affectées par le risque d’inondation par débordement de cours d'eau, notamment l'Hers-Mort. La commune a été reconnue en état de catastrophe naturelle au titre des dommages causés par les inondations et coulées de boue survenues en 1982, 1992, 1993, 1997, 1999, 2006, 2008 et 2009,.

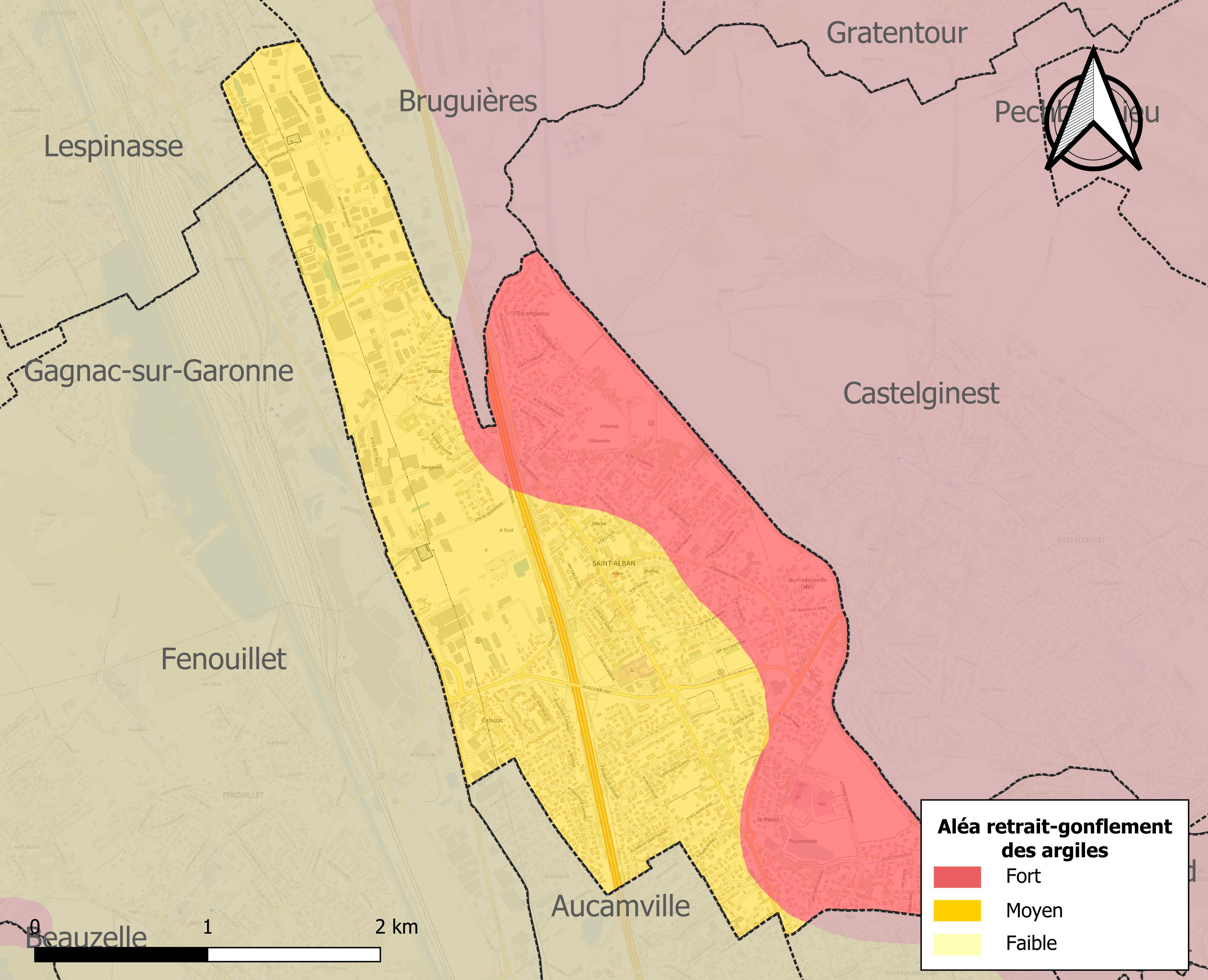
Carte des zones d'aléa retrait-gonflement des sols argileux de Saint-Alban.

Le retrait-gonflement des sols argileux est susceptible d'engendrer des dommages importants aux bâtiments en cas d’alternance de périodes de sécheresse et de pluie. La totalité de la commune est en aléa moyen ou fort (88,8 % au niveau départemental et 48,5 % au niveau national). Sur les 2 098 bâtiments dénombrés sur la commune en 2019, 2 098 sont en aléa moyen ou fort, soit 100 %, à comparer aux 98 % au niveau départemental et 54 % au niveau national. Une cartographie de l'exposition du territoire national au retrait gonflement des sols argileux est disponible sur le site du BRGM,.
Par ailleurs, afin de mieux appréhender le risque d’affaissement de terrain, l'inventaire national des cavités souterraines permet de localiser celles situées sur la commune.
Concernant les mouvements de terrains, la commune a été reconnue en état de catastrophe naturelle au titre des dommages causés par la sécheresse en 1989, 1991, 1992, 2003, 2011, 2015 et 2017 et par des mouvements de terrain en 1999.

#### Risques technologiques
La commune est exposée au risque industriel du fait de la présence sur son territoire d'une entreprise soumise à la directive européenne SEVESO.
La commune est en outre située en aval du barrage de l'Estrade sur la Ganguise (département de l'Aude). À ce titre elle est susceptible d’être touchée par l’onde de submersion consécutive à la rupture de cet ouvrage.

## Toponymie
D'abord appelée Matte (ou Mathepezoul) puis Gaffelaze relevant des domaines de l'Abbaye de Saint Sernin de Toulouse, Saint-Alban, devenant une baronnie des seigneurs du Puget, ne prend son nom définitif qu'en 1675. Saint Alban est le premier martyr chrétien d'Angleterre.

## Histoire
Cette petite ville a été très marquée par la culture de la violette (plante-emblème de la région toulousaine), tout comme ses voisines Lalande, Launaguet, Aucamville, Castelginest et Saint-Jory.

### Héraldique
| Saint-Alban | Son blasonnement est : D'argent à la bande de gueules, accompagnée en chef d'une croix cléchée, vidée, pommetée de douze pièces de gueules, en pointe d'une violette au naturel. |

## Politique et administration

### Administration municipale
Le nombre d'habitants au recensement de 2017 étant compris entre 5 000 habitants et 9 999 habitants, le nombre de membres du conseil municipal pour l'élection de 2020 est de vingt-neuf,.

### Rattachements administratifs et électoraux
Commune faisant partie de la cinquième circonscription de la Haute-Garonne de Toulouse Métropole et du canton de Castelginest (avant le redécoupage départemental de 2014, Saint-Alban faisait partie de l'ex-canton de Toulouse-14).

### Liste des maires
| Période                                  | Période   | Identité               | Étiquette                   | Qualité                                        |
| ---------------------------------------- | --------- | ---------------------- | --------------------------- | ---------------------------------------------- |
| Les données manquantes sont à compléter. |           |                        |                             |                                                |
| ca. 1970                                 | mars 1977 | Marius Coudon          |                             |                                                |
| mars 1977                                | mai 2020  | Raymond-Roger Stramare | PS (jusqu'en 1997) puis DVG | Cadre EDF-GDF retraité, maire honoraire (2020) |
| mai 2020                                 | En cours  | Alain Susigan          | DVG                         | Retraité, ancien premier adjoint               |

### Jumelages
Salgareda (Italie) depuis 1989
 Brzeziny (Pologne) depuis 2010

## Démographie
L'évolution du nombre d'habitants est connue à travers les recensements de la population effectués dans la commune depuis 1793. Pour les communes de moins de 10 000 habitants, une enquête de recensement portant sur toute la population est réalisée tous les cinq ans, les populations de référence des années intermédiaires étant quant à elles estimées par interpolation ou extrapolation. Pour la commune, le premier recensement exhaustif entrant dans le cadre du nouveau dispositif a été réalisé en 2004.

En 2022, la commune comptait 6 447 habitants, en évolution de +5,31 % par rapport à 2016 (Haute-Garonne : +8,02 %, France hors Mayotte : +2,11 %).
| 1793 | 1800 | 1806 | 1821 | 1831 | 1836 | 1841 | 1846 | 1856 |
| ---- | ---- | ---- | ---- | ---- | ---- | ---- | ---- | ---- |
| 70   | 164  | 173  | 177  | 198  | 231  | 260  | 263  | 230  |

| 1861 | 1866 | 1872 | 1876 | 1881 | 1886 | 1891 | 1896 | 1901 |
| ---- | ---- | ---- | ---- | ---- | ---- | ---- | ---- | ---- |
| 244  | 233  | 240  | 259  | 265  | 262  | 239  | 269  | 259  |

| 1906 | 1911 | 1921 | 1926 | 1931 | 1936 | 1946 | 1954 | 1962  |
| ---- | ---- | ---- | ---- | ---- | ---- | ---- | ---- | ----- |
| 274  | 245  | 251  | 281  | 301  | 346  | 460  | 847  | 1 347 |

| 1968  | 1975  | 1982  | 1990  | 1999  | 2004  | 2006  | 2009  | 2014  |
| ----- | ----- | ----- | ----- | ----- | ----- | ----- | ----- | ----- |
| 1 749 | 2 258 | 2 792 | 4 417 | 5 186 | 5 339 | 5 432 | 5 690 | 5 870 |

| 2019  | 2022  | - | - | - | - | - | - | - |
| ----- | ----- | - | - | - | - | - | - | - |
| 6 217 | 6 447 | - | - | - | - | - | - | - |

| selon la population municipale des années : | 1968 | 1975 | 1982 | 1990 | 1999 | 2006 | 2009 | 2013 |
| Rang de la commune dans le département      | 42   | 38   | 39   | 26   | 31   | 32   | 32   | 34   |
| Nombre de communes du département           | 592  | 582  | 586  | 588  | 588  | 588  | 589  | 589  |

## Économie

### Revenus
En 2018  (données Insee publiées en septembre 2021), la commune compte 2 547 ménages fiscaux, regroupant 6 009 personnes. La médiane du revenu disponible par unité de consommation est de 22 380 € (23 140 € dans le département). 55 % des ménages fiscaux sont imposés (55,3 % dans le département).

### Emploi
|                | 2008  | 2013  | 2018  |
| -------------- | ----- | ----- | ----- |
| Commune        | 5,9 % | 8,1 % | 7,7 % |
| Département    | 7,7 % | 9,6 % | 9,3 % |
| France entière | 8,3 % | 10 %  | 10 %  |

En 2018, la population âgée de 15 à 64 ans s'élève à 3 870 personnes, parmi lesquelles on compte 77,9 % d'actifs (70,2 % ayant un emploi et 7,7 % de chômeurs) et 22,1 % d'inactifs,. Depuis 2008, le taux de chômage communal (au sens du recensement) des 15-64 ans est inférieur à celui de la France et du département.
La commune fait partie du pôle principal de l'aire d'attraction de Toulouse,. Elle compte 3 058 emplois en 2018, contre 2 897 en 2013 et 2 734 en 2008. Le nombre d'actifs ayant un emploi résidant dans la commune est de 2 752, soit un indicateur de concentration d'emploi de 111,1 % et un taux d'activité parmi les 15 ans ou plus de 60,5 %.
Sur ces 2 752 actifs de 15 ans ou plus ayant un emploi, 404 travaillent dans la commune, soit 15 % des habitants. Pour se rendre au travail, 83,5 % des habitants utilisent un véhicule personnel ou de fonction à quatre roues, 7,3 % les transports en commun, 6,6 % s'y rendent en deux-roues, à vélo ou à pied et 2,6 % n'ont pas besoin de transport (travail au domicile).

### Activités hors agriculture

#### Secteurs d'activités
683 établissements sont implantés  à Saint-Alban au 31 décembre 2019. Le tableau ci-dessous en détaille le nombre par secteur d'activité et compare les ratios avec ceux du département,.
| Secteur d'activité                                                                                        | Commune | Commune | Département |
| Secteur d'activité                                                                                        | Nombre  | %       | %           |
| --- | ------- | ------- | ----------- |
| Ensemble                                                                                                  | 683     | 100 %   | (100 %)     |
| Industrie manufacturière, industries extractives et autres                                                | 40      | 5,9 %   | (5,7 %)     |
| Construction                                                                                              | 104     | 15,2 %  | (12 %)      |
| Commerce de gros et de détail, transports, hébergement et restauration                                    | 247     | 36,2 %  | (25,9 %)    |
| Information et communication                                                                              | 7       | 1 %     | (4,1 %)     |
| Activités financières et d'assurance                                                                      | 13      | 1,9 %   | (3,8 %)     |
| Activités immobilières                                                                                    | 22      | 3,2 %   | (4,2 %)     |
| Activités spécialisées, scientifiques et techniques et activités de services administratifs et de soutien | 94      | 13,8 %  | (19,8 %)    |
| Administration publique, enseignement, santé humaine et action sociale                                    | 94      | 13,8 %  | (16,6 %)    |
| Autres activités de services                                                                              | 62      | 9,1 %   | (7,9 %)     |

Le secteur du commerce de gros et de détail, des transports, de l'hébergement et de la restauration est prépondérant sur la commune puisqu'il représente 36,2 % du nombre total d'établissements de la commune (247 sur les 683 entreprises implantées  à Saint-Alban), contre 25,9 % au niveau départemental.

#### Entreprises et commerces
Les cinq entreprises ayant leur siège social sur le territoire communal qui génèrent le plus de chiffre d'affaires en 2020 sont : 
- Chausson Materiaux, commerce de gros (commerce interentreprises) de bois et de matériaux de construction (900 620 k€) ;
- Mapei France, fabrication de colles (95 861 k€) ;
- Bois & Materiaux Distribution - BMD, commerce de gros (commerce interentreprises) de fournitures pour la plomberie et le chauffage (35 053 k€) ;
- Crea, commerce de gros (commerce interentreprises) de quincaillerie (30 363 k€) ;
- Sudotrans, transports routiers de fret interurbains (28 050 k€).

La violette, présente dans le blason de Saint-Alban, correspond à une source économique depuis le XVIIe siècle car le parfum qui était extrait de la Viola odorata était très apprécié et, en particulier, à la cour de Louis XIV. La violette, par la suite, fut longtemps la seule fleur commercialisée en hiver, c'est pourquoi elle fut très appréciée dans toute la France mais également à Londres (ce fut, au XIXe siècle, la fleur préférée de l'impératrice Victoria), Amsterdam ou Berlin. Les bouquets, expédiés grâce au chemin de fer dans les deux à trois heures après la cueillette, pouvaient se conserver trois à cinq jours. La violette constitua l'essence à la base de la plupart des créations de parfums de Grasse. En 1936, la Maison Berdoues créa la fameuse eau de toilette « Violettes de Toulouse » qui devint une reconnaissance des produits traditionnels de la ville rose et participa à rendre populaire cette senteur.

### Agriculture
|               | 1988 | 2000 | 2010 | 2020 |
| ------------- | ---- | ---- | ---- | ---- |
| Exploitations | 24   | 12   | 4    | 4    |
| SAU (ha)      | 76   | 58   | 29   | 8    |

La commune est dans « les Vallées », une petite région agricole consacrée à la polyculture sur les plaines et terrasses alluviales qui s’étendent de part et d’autre des sillons marqués par la Garonne et l’Ariège. En 2020, l'orientation technico-économique de l'agriculture  sur la commune est la culture de légumes ou champignons. Quatre exploitations agricoles ayant leur siège dans la commune sont dénombrées lors du recensement agricole de 2020 (24 en 1988). La superficie agricole utilisée est de 8 ha,,.

## Vie pratique

### Enseignement
Saint-Alban fait partie de l'académie de Toulouse.
La ville dispose de deux écoles primaires et maternelles : Jean-Jaurès et La Peyronnette (en occitan : « petite pierre »), cette dernière étant la plus fréquentée.

### Culture

#### Événements
- Le 9 mai, le comité de jumelage Saint-Alban-Salgareda fête la Journée de l'Europe avec la contribution des écoliers et de Chor'alban.
- Chaque mois de novembre, l'École de l'Europe ouvre ses portes aux citoyens pour mieux faire connaitre l'Europe et ses institutions.

### Activités sportives
Skatepark assez fréquenté et comprend de multiples installations sportives (tennis, football...).
Le parcours sportif également très fréquenté à proximité de la piscine intercommunale. Une boucle de 1 115 m de longueur.

### Écologie et recyclage
La collecte et le traitement des déchets des ménages et des déchets assimilés ainsi que la protection et la mise en valeur de l'environnement se font dans le cadre de la communauté urbaine de Toulouse Métropole et de l'agence de l'environnement et de la maîtrise de l'énergie.
Une déchèterie est présente sur la commune.

## Culture locale et patrimoine

### Lieux et monuments
- La halle, récemment ouverte, accueille chaque mercredi un marché et éventuellement, des concerts ou des fêtes foraines.
- Sur la place du 8-Mai-1945, un petit obélisque rend hommage aux victimes des deux guerres mondiales.
- Église Saint-Alban.
- Château de Saint-Alban d'origine médiévale, le donjon fut abattu à la Révolution de 1789. L'édifice fut remanié au cours des XVIIe et  XVIIIe siècles  puis transformé en plusieurs logements au cours du XXe siècle tandis que le parc d'origine servait de parcelles à une zone résidentielle. Un réseau souterrain permettait d'échapper avec trois sorties dont une qui menait au château de Castelginest.

### Personnalités liées à la commune
- Jean Joseph Magdeleine Pijon, général.

## Pour approfondir